# PlayStation Video
PlayStation Video, wcześniej Video Unlimited - była internetową usługą dystrybucji filmów i programów telewizyjnych, która została uruchomiona przez Sony w lutym 2010 roku.
W imieniu takich wytwórni jak Sony Pictures, 20th Century Studios, Warner Bros. Pictures, Universal Pictures, Metro-Goldwyn-Mayer Pictures, Paramount Pictures i Lionsgate, PlayStation Video dystrybuowało odcinki telewizyjne i nowe filmy, a także wiele starszych filmów. W listopadzie 2010 roku usługa pojawiła się  w Wielkiej Brytanii, Francji, Niemczech, Włoszech i Hiszpanii, a następnie rozszerzyła swoją działalność na Japonię, Kanadę i Australię. Dostęp do ich redystrybucji można uzyskać za pośrednictwem komputerów osobistych i innych urządzeń, takich jak odtwarzacze Blu-ray firmy Sony, konsole PlayStation, smartfony i tablety Xperia, telewizory Bravia i niektóre przenośne odtwarzacze muzyki z serii Walkman. 
2 marca 2021 r. firma Sony ogłosiła, że 31 sierpnia przestanie oferować nowe zakupy i wypożyczanie filmów i programów telewizyjnych za pośrednictwem PlayStation Video. Jednocześnie Sony poinformowało, że filmy zakupione przed tą datą będą nadal dostępne dla ich posiadaczy za pośrednictwem PlayStation Store.
Usługa była dostępna dla poniższych platform:
- Windows
- Bravia
- Xperia
- Walkman
- PlayStation Portable
- PlayStation Vita
- PlayStation 3
- PlayStation 4
- PlayStation 5
- Android
- iOS
- iPadOS